# Kerio
Kerio – rzeka w północno-zachodniej Kenii, w prowincji Wielkiego Rowu. Płynie z południa na północ i wpada do jeziora Turkana. Swoje źródła ma blisko równika, ale zwłaszcza w dolnym, północnym biegu jest rzeką okresową. W górnym biegu tworzy dolinę Kerio. Jest jedną z dłuższych rzek Kenii. Jej długość wynosi ok. 350 km.

## Galeria

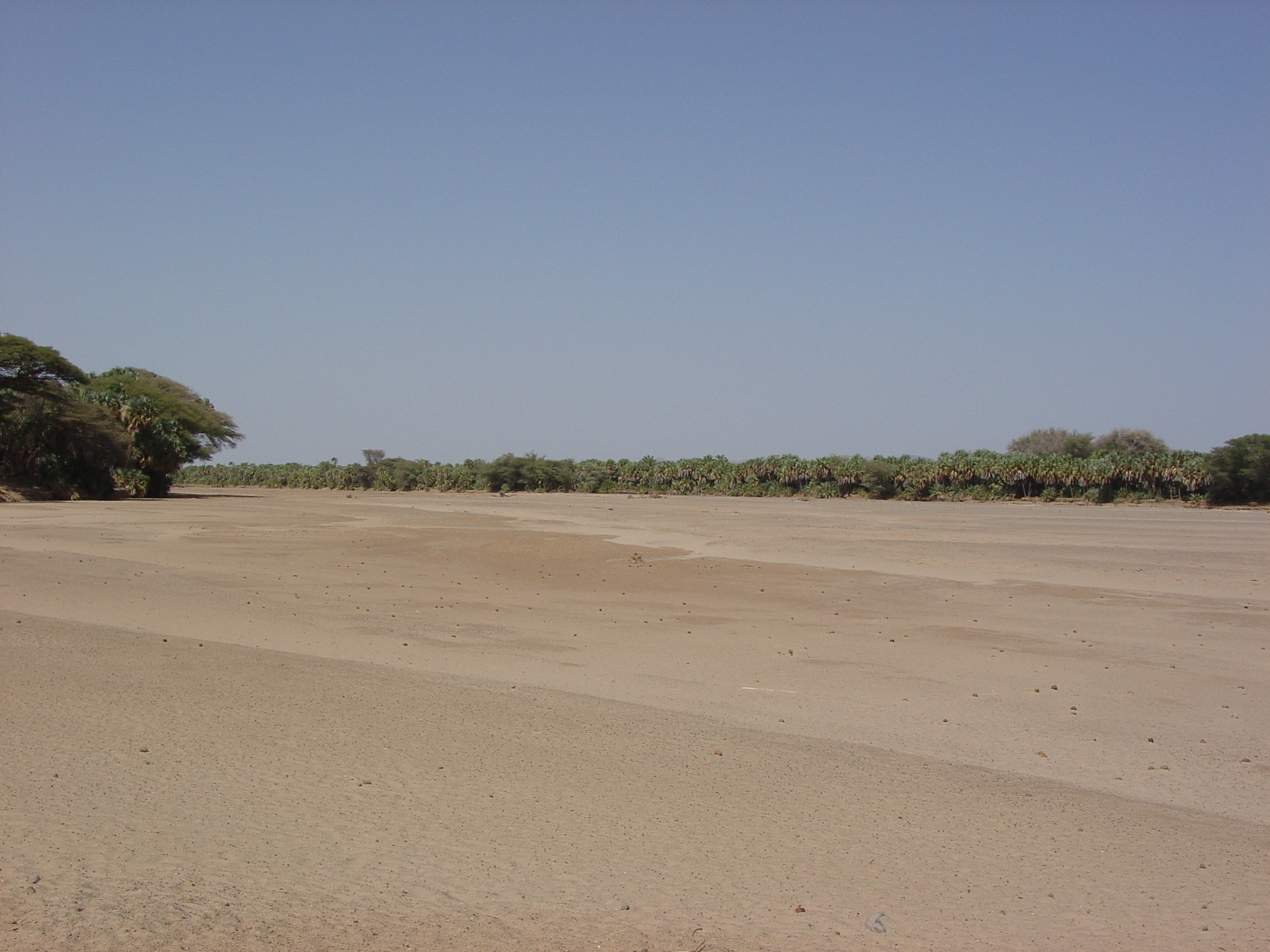
Rzeka Kerio podczas suchej pory roku
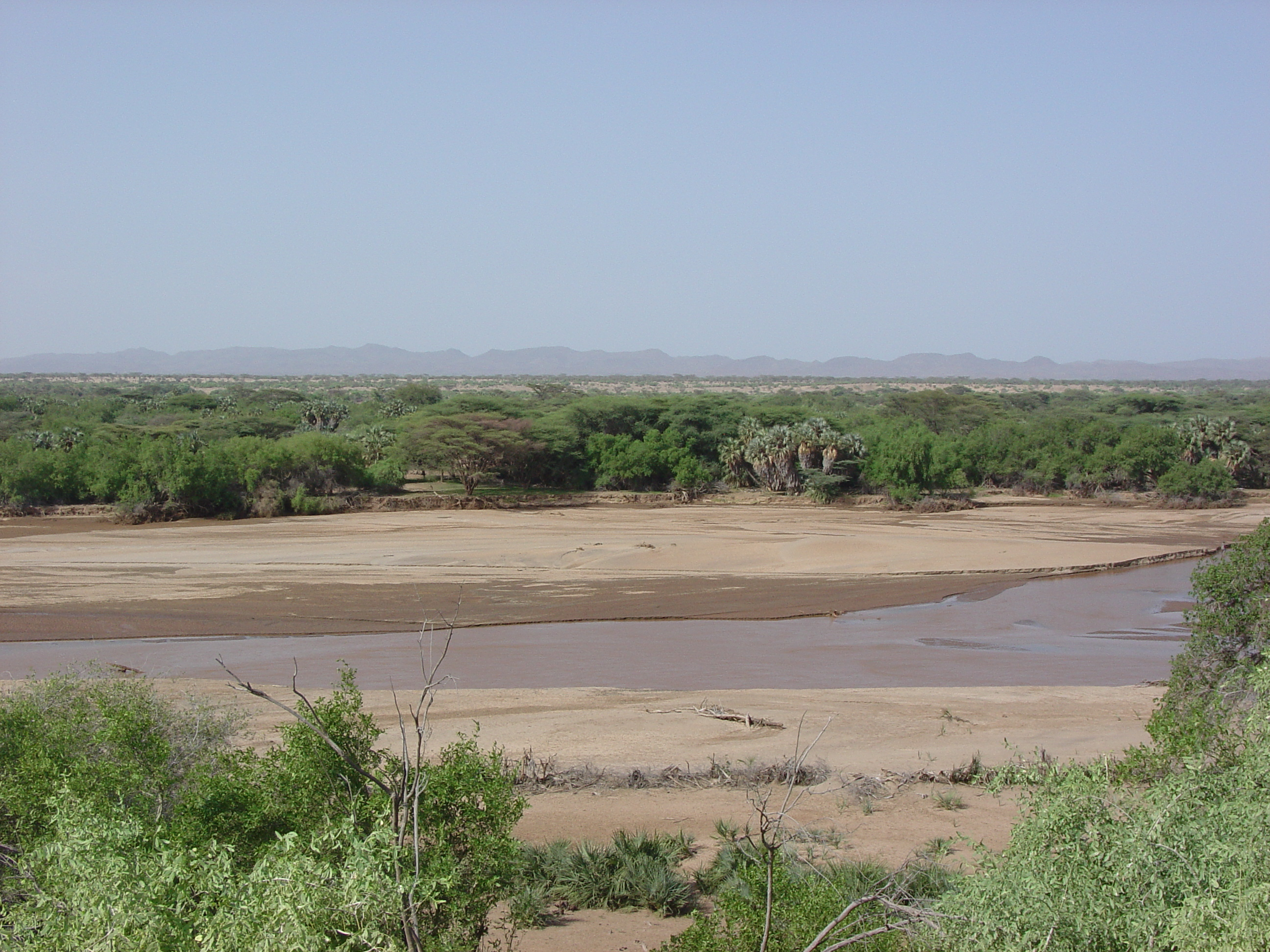
Rzeka Kerio po wiosennej ulewie
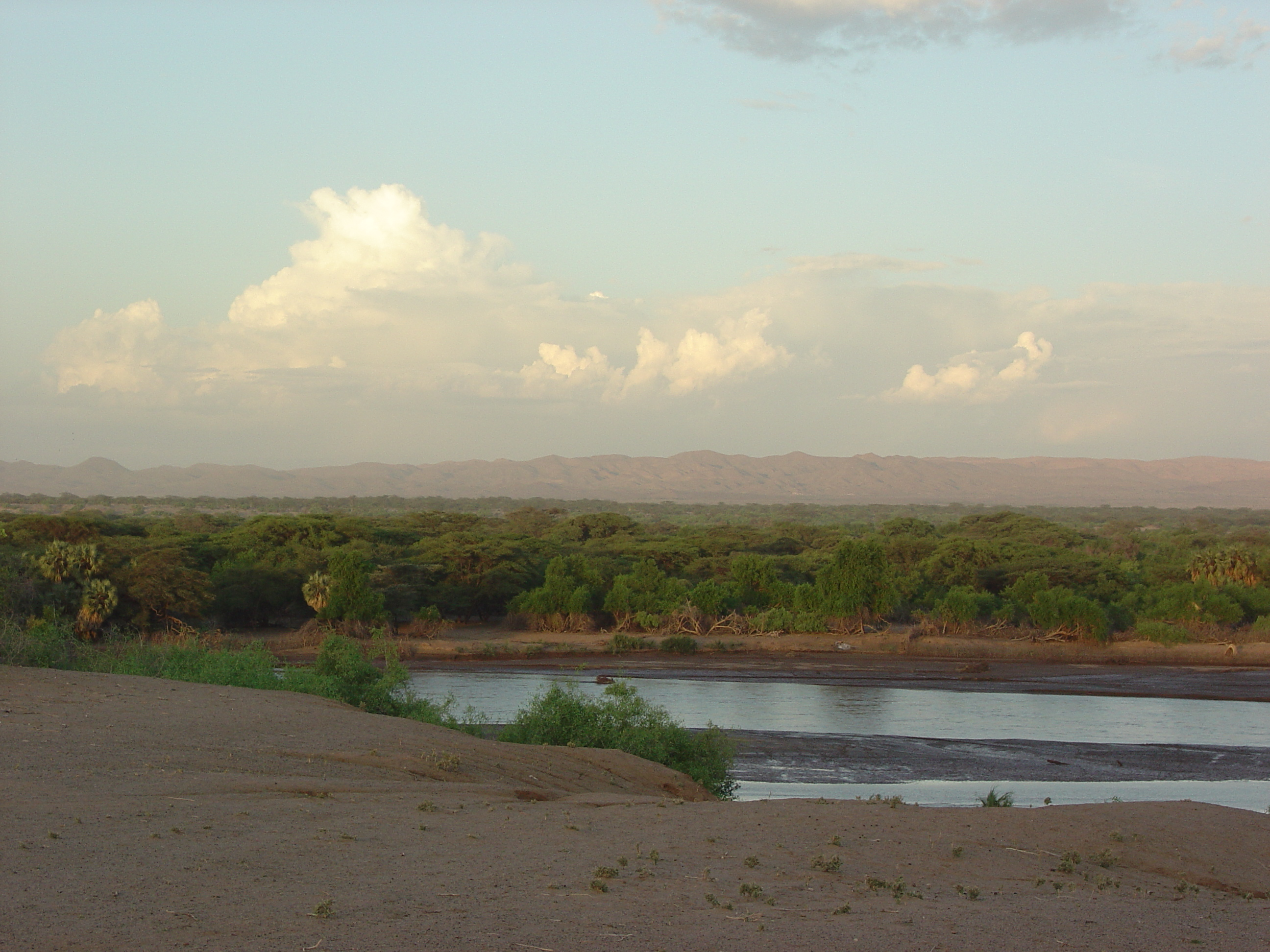
Rzeka Kerio po ulewie